# Brachyseps
Brachyseps — рід сцинкоподібних ящірок родини сцинкових (Scincidae). Представники цього роду є ендеміками Мадагаскару.

## Види
Рід Brachyseps нараховує 7 видів:
- Brachyseps anosyensis Raxworthy & Nussbaum, 1993
- Brachyseps frontoparietalis (Boulenger, 1889)
- Brachyseps gastrostictus  (O'Shaughnessy, 1879)
- Brachyseps mandady Andreone & Greer, 2002
- Brachyseps punctatus Raxworthy & Nussbaum, 1993
- Brachyseps spilostichus Andreone & Greer, 2002
- Brachyseps splendidus (Grandidier, 1872)

## Етимологія
Наукова назва роду Brachyseps походить від сполучення слів дав.-гр. βραχυς — короткий, малий і σηψ — різновид ящірки.